# Anton Bilimovic
Anton Bilimovic   (Jitòmir, 20 de juliol de 1879 - Belgrad, 17 de setembre de 1970) va ser un matemàtic rus que va treballar a Sèrbia.

## Vida i Obra
Nascut en el qual actualment és Ucraïna, va fer els seus estudis elementals a la ciutat russa de Vladímir (uns 200 quilòmetres a l'est de Moscou) perquè el seu pare era metge militar destinat en aquest indret. Era el germà petit del conegut economista rus Aleksander Bilimovic. El 1896 va acabar el seu entrenament a l'escola de cadets de Kíev i va anar a Sant Petersburg per estudiar llatí i grec. El 1903 es va graduar en física i matemàtiques a la universitat de Kíiv. Els anys 1906 i 1907 va ampliar estudis a les universitats de París i de Göttingen.
A partir de 1915 va ser professor de la universitat d'Odessa, però el 1920 va emigrar en desacord amb les polítiques del nou govern soviètic i es va establir a Sèrbia, on va ser professor de la universitat de Belgrad fins a la seva jubilació el 1955.
El 1926 va fundar un actiu Club de Matemàtics en el qual es discutien hipòtesis i idees ben diverses i que va promoure un bon nombre d'articles científics en diferents branques de les matemàtiques. També va ser un dels membres fundadors de la Societat Matemàtica de Sèrbia el 1947.
Bilimovic va escriure sis llibres de text i va fer aportacions importants en els camps de la mecànica, hidrodinàmica i geofísica.